# Eriophorum crinigerum
Eriophorum crinigerum là loài thực vật có hoa trong họ Cói. Loài này được (A.Gray) Beetle mô tả khoa học đầu tiên năm 1942.